# لیو لیتل
لیو لیتل (به انگلیسی: Liv Little) با نام تولد اُلیویا لیتل (به انگلیسی: Olivia Little) مؤسس مجلهٔ آنلاین و چاپیگل-دم که توسط زنان رنگین‌پوست اداره می‌شود است. در سال ۲۰۱۶ نام او در فهرست ۱۰۰ زن بی‌بی‌سی قرار گرفت.

## زندگی
لیتل در ژانویهٔ سال ۱۹۹۴ از یک پدر متولد جامائیکا و مادری گویان تبار به دنیا آمد.
او در جنوب شرق لندن بزرگ شد و به دبیرستان بلک‌هیت رفت و در مدرسه نیوزتد وود تحصیلات خود را تکمیل کرد. او بعدتر در دانشگاه بریستول در رشته‌های سیاست و علوم اجتماعی تحصیل کرد و در سال ۲۰۱۶ فارغ‌التحصیل شد.

## گل-دم
لیتل گل-دم را در زمانی که در دانشگاه و خسته از نبود تنوع در آن بود تأسیس کرد.
تیم مجله گل-دم متشکل از بیش از ۷۰ زن رنگین‌پوست است که بیشتر آنها از بریتانیا و باقی آنها از دیگر کشورها هستند.
در سال ۲۰۱۶ و برای جشن یکسالگی، مجله گل-دم به نشر نخستین نسخهٔ چاپی خود اقدام کرد.